# 寺本泰輔
寺本 泰輔（てらもと たいすけ、1938年5月4日～）は日本の新聞編集者。広島県出身。

## 経歴
立命館大学文学部出身。広島県に本社を置く中国新聞社に1962年に入社。文化部次長を経て、1981年から編集委員(部長)を務めた。
1987年当時は広島市安佐南区安古市町相田に居住していた。